# Centerra Gold
Centerra Gold, «Центерра Голд» — канадская золотодобывающая компания, занимающаяся разведкой, разработкой и приобретением золотодобывающих активов в Северной Америке, Турции и других регионах. Была образована в 2004 году отделением от Cameco.

## История
В 1992 году корпорация «Камеко», ранее являвшаяся крупнейшим акционером Centerra Gold и изучавшая перспективы добычи урана и золота в Киргизии, заинтересовалась рудником Кумтор. Окончательное соглашение о разработке проекта было заключено с Киргизией в 1994 году.
В марте 2002 года компания «Камеко Голд» приобрела 52 % акций в австралийской золотодобывающей компании AGR Limited, владевшей 95 % долей в золотом руднике Бороо в Монголии. В рамках сделки «Камеко Голд» передала 61 % акций из геологоразведоческого объекта «Гатсуурт» (Gatsuurt), также располагавшегося в Монголии, компании AGR. Компания приобрела оставшуюся долю акций в AGR в июне 2004 года.
5 января 2004 года корпорация «Камеко» и Киргизия объявили о передаче компании «Кумтор Голд» в управление новой совместной канадской компании Centerra Gold Inc, которая была создана из активов «Камеко Голд».
В 2009 году корпорация «Камеко» избавилась от всей своей доли акций «Центерры». Киргизии дополнительно выделяется 43 млн акций, доля Киргизии в «Центерре» поднимается до 33 %. Остальная часть акций была продана путём размещения на бирже.
В январе 2013 года «Центерра» стала единоличным владельцем проекта Оксют-Голд (Öksüt Gold) в Турции. В марте 2015 года «Центерра» стала равноправным партнёром в совместном предприятии «Гринстоун Голд Проперти» (Greenstone Gold Property), расположенном в поясе Джеральдтон-Бирдмор в провинции Онтарио, Канада.
20 октября 2016 года компания Centerra Gold приобрела компанию Thompson Creek Metals за 1,03 млрд долларов. Также были приобретены молибденовые рудники Эндако и Томпсон-Крик в Британской Колумбии и Айдахо соответственно, а также горнопромышленный комплекс Лангелот в Пенсильвании, США.
В январе 2018 года компания Centerra Gold закрыла сделку по приобретению компании AuRico Metals Inc. стоимостью приблизительно 310 млн канадских долларов. Благодаря этому приобретению компания приобрела объект «Кемес» в Британской Колумбии (Канада) — недорогостоящий актив по разработке существующих месторождений, в состав которых входит месторождение Кемес Андеграунд.
В январе 2018 года компания получила разрешение для работы на территории пастбищ по проекту Оксют в Турции. Запуск проекта был одобрен советом директоров, и начало строительных работ намечено на апрель 2018 года.
В октябре 2018 активы в Монголии (рудники Бороо и Гатсуут) были проданы сингапурской компании OZD Asia за 35 млн долларов. В апреле 2022 года между Centerra и Киргизским правительством было достигнуто соглашение о передаче рудника Кумтор Киргизии; фактически он был национализирован ещё в 2020 году.

## Деятельность
Основные активы компании включают рудник Маунт Миллиган в Британской Колумбии, Канада; золотой рудник Оксют в Турции, молибденовые рудники Эндако и Томпсон Крик, расположенные в Британской Колумбии и штате Айдахо соответственно, горнопромышленный комплекс Лангелот в Пенсильвании, США.
Маунт-Миллиган — карьер по добыче медных и золотых руд, расположен в 90 милях к северо-западу от города Принс-Джордж в провинции Британская Колумбия, Канада. Благодаря приобретению корпорации Terrane компания Thompson Creek Metals в октябре 2010 года получила в своё распоряжение месторождение Mount Milligan, 15 августа 2013 года на обогатительную фабрику поступила первая партия руды, и так начался период промышленной эксплуатации рудника. Centerra Gold приобрела Thompson Creek Metals в июле 2016 года, и сделка по приобретении полностью завершена в октябре 2016 года.
Рудник Эндако — один из крупнейших молибденовых рудников на территории Северной Америки. Рудник находится в канадской провинции Британская Колумбия. Шахта разрабатывается компанией Centerra Gold, владеющей 75 % акций, совместно с японской компанией Sojitz Corporation, которая владеет 25 % акций. Компания Thompson Creek Metals занимается разработкой крупного молибденового рудника Томпсон-Крик в штате Айдахо, США. Centerra Gold приобрела Thompson Creek Metals в июле 2016 года, оба рудника в данный момент в процессе рекультивации. Компания также руководит горнопромышленным комплексом Лангелот (Langeloth Metallurgical Facility), расположенным в городке Лангелот в 25 милях к западу от Питтсбурга, штат Пенсильвания, США. В собственность компании Thompson Creek Metals также входит месторождение Берг в Британской Колумбии, Канада.
Проект Оксют расположен в юго-центральной Турции в 295 км к юго-востоку от Анкары. Оператором месторождения является Öksüt Madencilik — 100-процентная дочерняя компания Centerra Gold. Изначально это было совместным предприятием по разведке между Centerra Gold и Stratex International, созданным в 2009 году. В 2013 году Centerra приобрела оставшуюся долю в проекте.
В конце 2017 года Centerra Gold приобрела компанию AuRico Metals и завершила сделку в январе 2018 года. AuRico Metals разрабатывает местность Кемес (Kemess) в провинции Британская Колумбия, где у неё два направления: низкозатратный проект освоения месторождения Kemess Underground, находящийся на стадии технико-экономического обоснования, а также проект Kemess East, который проходит первичную экономическую оценку. Помимо этого, AuRico получает роялти в размере 1,5 % чистой прибыли от золотого рудника Young-Davidson в Онтарио, а также 2 % роялти чистой прибыли на шахте Fosterville в Австралии.

## Основные финансовые показатели
За 2017 год выручка Centerra Gold составила 2,1 млрд долларов, операционный доход достиг 208,6 млн долларов, при чистой прибыли в 209,5 млн долларов.
Рост выручки в 2017 году произошёл за счёт полного операционного года работы месторождения Маунт Миллиган и увеличения производства на Кумторе. Без учёта единовременных событий чистая прибыль компании за 2017 год составила 281 млн долларов. Совокупные денежные затраты на унцию золота до уплаты налогов, с учётом всей производимой продукции, составили 737 долларов, на тонну меди — 3240 долларов. Общие капитальные затраты за отчётный период, включая расходы на вскрышные работы, составили 326,3 млн долларов (247,7 млн долларов в 2016 году).
За 2017 год Centerra Gold произвела 785 316 унций золота, из которых на Кумторе было произведено 562 749 унций, а на Маунт-Миллиган — 222 567 унций. Также на месторождении Маунт-Миллиган было произведено 24,3 тысячи тонн меди.